# Persone di nome Karol
| Questa pagina contiene informazioni ricavate automaticamente dalle voci biografiche con l'ausilio del template Bio e di un bot. L'aggiornamento è periodico e automatico e ricostruisce completamente la pagina. Se manca una persona in questa lista, sei pregato di non aggiungerla, ma accertati piuttosto che la sua voce biografica contenga il template Bio e che i dati anagrafici siano correttamente compilati. Se il template Bio manca, inseriscilo tu stesso o, in alternativa, metti l'avviso {{tmp\|Bio}} che ne segnala la mancanza. Se i dati riportati sono sbagliati, correggi direttamente la voce biografica; le modifiche saranno visibili in questa lista entro pochi giorni. Per chiarimenti vedi il progetto antroponimi. La lista contiene solo le 62 persone che sono citate nell'enciclopedia e per le quali è stato implementato correttamente il template Bio. Pagina aggiornata al 6 ago 2025. |

Questa è una lista di persone presenti nell'enciclopedia che hanno il nome Karol, suddivise per attività principale.

## Allenatori di calcio(3)
- Karol Borhy, allenatore di calcio cecoslovacco (Budapest, n. 1912 - Lučenec, † 1997)
- Karol Dobiaš, allenatore di calcio e ex calciatore cecoslovacco (Handlová, n. 1947)
- Karol Praženica, allenatore di calcio e ex calciatore slovacco (Bojnice, n. 1970)

## Allenatori di tennis(1)
- Karol Beck, allenatore di tennis e ex tennista slovacco (Zvolen, n. 1982)

## Astronauti(1)
- Karol Bobko, astronauta e ingegnere statunitense (New York, n. 1937 - Half Moon Bay, † 2023)

## Attori(2)
- Karol Adwentowicz, attore, regista teatrale e regista cinematografico polacco (Kielce, n. 1871 - Varsavia, † 1958)
- Karol L. Zachar, attore, regista teatrale e scenografo slovacco (Svätý Anton, n. 1918 - Bratislava, † 2003)

## Calciatori(18)
- Karol Angielski, calciatore polacco (Kielce, n. 1996)
- Karol Danielak, calciatore polacco (Jarocin, n. 1991)
- Karol Dobay, calciatore cecoslovacco (n. 1928 - † 1982)
- Karol Fila, calciatore polacco (Danzica, n. 1998)
- Karol Jokl, calciatore cecoslovacco (Partizánske, n. 1945 - Bratislava, † 1996)
- Karol Jurkovič, calciatore slovacco (Svätý Jur, n. 1920 - † 2003)
- Karol Kapciński, ex calciatore polacco (Oświęcim, n. 1943)
- Karol Kisel, ex calciatore slovacco (Košice, n. 1977)
- Karol Knap, calciatore polacco (Krosno, n. 2001)
- Karol Linetty, calciatore polacco (Żnin, n. 1995)
- Karol Mészáros, calciatore slovacco (Galanta, n. 1993)
- Karol Mets, calciatore estone (Viljandi, n. 1993)
- Karol Mondek, calciatore slovacco (Martin, n. 1991)
- Karol Niemczycki, calciatore polacco (Cracovia, n. 1999)
- Karol Rotner, ex calciatore romeno (n. 1948)
- Karol Schulz, ex calciatore slovacco (n. 1974)
- Karol Struski, calciatore polacco (n. 2001)
- Karol Świderski, calciatore polacco (Rawicz, n. 1997)

## Cantanti(1)
- Karol Sevilla, cantante e attrice messicana (Città del Messico, n. 1999)

## Cestisti(2)
- Karol Gruszecki, cestista polacco (Łódź, n. 1989)
- Chet Tollstam, cestista statunitense (Chicago, n. 1918 - Chicago, † 2003)

## Chimici(1)
- Karol Olszewski, chimico, matematico e fisico polacco (Broniszów, n. 1846 - Cracovia, † 1915)

## Compositori(3)
- Karol Kurpiński, compositore, direttore d'orchestra e pedagogo polacco (Włoszakowice, n. 1785 - Varsavia, † 1857)
- Karol Rathaus, compositore e docente austriaco (Ternopil', n. 1895 - Flushing, † 1954)
- Karol Szymanowski, compositore e pianista polacco (Tymošivka, n. 1882 - Losanna, † 1937)

## Funzionari(1)
- Karol Hochberg, funzionario ungherese (n. 1911 - † 1944)

## Generali(3)
- Karol Kniaziewicz, generale polacco (Asītes, Curlandia, n. 1762 - Parigi, † 1842)
- Karol Morawski, generale lituano (Lituania, n. 1767 - Duszkowo, † 1841)
- Karol Świerczewski, generale e politico polacco (Varsavia, n. 1897 - Jabłonki, † 1947)

## Geologi(1)
- Wawrzyniec Teisseyre, geologo polacco (Cracovia, n. 1860 - Leopoli, † 1939)

## Gesuiti(1)
- Karol Antoniewicz, gesuita polacco (Skwarzawa, n. 1807 - Obbra, † 1852)

## Giornalisti(1)
- K.S. Karol, giornalista e scrittore polacco (Łódź, n. 1924 - Parigi, † 2014)

## Giuristi(1)
- Karol Karski, giurista e politico polacco (Varsavia, n. 1966)

## Hockeisti su ghiaccio(1)
- Karol Križan, ex hockeista su ghiaccio slovacco (Žilina, n. 1980)

## Matematici(1)
- Karol Borsuk, matematico polacco (Varsavia, n. 1905 - Varsavia, † 1982)

## Militari(1)
- Karol Rómmel, militare polacco (Grodno, n. 1888 - Elbląg, † 1967)

## Nobili(1)
- Karol Stanisław Radziwiłł, nobile e politico polacco (Cracovia, n. 1669 - Biała Podlaska, † 1719)

## Pallavolisti(1)
- Karol Kłos, pallavolista polacco (Varsavia, n. 1989)

## Pattinatori artistici su ghiaccio(1)
- Karol Divín, pattinatore artistico su ghiaccio cecoslovacco (Budapest, n. 1936 - Brno, † 2022)

## Pattinatrici artistiche su ghiaccio(1)
- Karol Kennedy, pattinatrice artistica su ghiaccio statunitense (Shelton, n. 1932 - Seattle, † 2004)

## Pittori(2)
- Karol Frycz, pittore, regista e scenografo polacco (Cieszkowce, n. 1877 - Cracovia, † 1963)
- Karol Miller, pittore polacco (Częstochowa, n. 1835 - Varsavia, † 1920)

## Poeti(1)
- Karol Štúr, poeta, pastore protestante e insegnante slovacco (Trenčín, n. 1811 - Modra, † 1851)

## Politici(1)
- Karol Nawrocki, politico e storico polacco (Danzica, n. 1983)

## Presbiteri(1)
- Karol Anton Medvecký, presbitero, etnografo e museologo slovacco (Dolná Lehota, n. 1875 - Bojnice, † 1937)

## Rabbini(1)
- Karol Sidon, rabbino, scrittore e drammaturgo ceco (Praga, n. 1942)

## Scrittori(1)
- Karol Kuzmány, scrittore, giornalista e pastore protestante slovacco (Brezno, n. 1806 - Turčianske Teplice, † 1866)

## Storici(1)
- Karol Modzelewski, storico, attivista e politico polacco (Mosca, n. 1937 - Varsavia, † 2019)

## Taekwondoka(1)
- Karol Robak, taekwondoka polacco (Poznań, n. 1997)

## Tenniste(1)
- Karol Fageros, tennista statunitense (Miami, n. 1934 - Miami, † 1988)

## Tennisti(1)
- Karol Kučera, ex tennista slovacco (Bratislava, n. 1974)

## Triplisti(1)
- Karol Hoffmann, triplista polacco (Varsavia, n. 1989)

## Velocisti(1)
- Karol Zalewski, velocista polacco (Reszel, n. 1993)

## Vescovi cattolici(1)
- Karol Sliwowski, vescovo cattolico polacco (Governatorato di Vitebsk, n. 1855 - Vladivostok, † 1933)

## Violinisti(1)
- Karol Lipiński, violinista e compositore polacco (Radzyń Podlaski, n. 1790 - Urłów, † 1861)